# John Daly (filmproducent)
John Daly (Londen, 16 juli 1937 - Los Angeles, 31 oktober 2008) was een Britse filmproducent. In de jaren 70 richtte hij met acteur David Hemmings Hemdale Film Corporation op. Van 2003 tot zijn dood was hij voorzitter, algemeen directeur en president van Film and Music Entertainment, Inc. Als uitvoerend producent was hij verantwoordelijk voor onder andere de films The Terminator, Platoon en The Falcon and the Snowman. Als regisseur maakte hij in 2004 het Tweede Wereldoorlog-drama The Aryan Couple.
In 2008 overleed hij op 71-jarige leeftijd aan kanker. Hij liet drie zoons en een dochter achter.